# Bruno Amaducci
Bruno Amaducci (* 5. Januar 1925 in Lugano; † 26. Januar 2019 ebenda) war ein Schweizer Orchester-Dirigent und Musiker.

## Biographie
Er war unter anderem Dirigent an der Metropolitan Opera in New York, an der Wiener Staatsoper, an der Deutschen Oper Berlin und an der Opéra National de Paris.
Amaducci war seit 1941 Mitarbeiter des Radios der italienischen Schweiz. Von 1980 gestaltete er die musikalischen Programme des Senders. Im Jahr 1982 wurde er zum Künstlerischen Direktor der Primavera Concertistica von Lugano berufen. Zwei Jahre später übernahm er dieses Amt bei den Konzerten von Locarno.
Amaducci gründete 1969 die Associazione Ricerche Musicali nella Svizzera Italiana.
Bruno Amaducci starb am 26. Januar 2019. Sein künstlerischer Nachlass mit über 300 Verzeichniseinheiten wird von der Schweizerischen Nationalphonothek in Lugano bewahrt.

## Tondokumente (Auswahl)
Aufzeichnungen im Archiv der Schweizerischen Nationalphonothek in Lugano:
- Bruno Amaducci als Tenorbuffo, in der Opéra-bouffe La belle Hélène von Jacques Offenbach. Studio Radio Lugano, 20. Mai 1946. Online (HR2573).
- Bruno Amaducci als Dirigent des Orchestre Pasdeloup; Franz von Suppè: Poète et paysan, ouverture; Cavalerie légère, ouverture. Ohne Jahr. Online (S10869).
- Bruno Amaducci als Dirigent des Orchestre Pasdeloup; Johann Sebastian Bach: Aria de la 3e suite en ré; Luigi Boccherini: Célèbre menuet; Jean-Baptiste Lully: Menuet du bourgeois gentilhomme. Ohne Jahr. Online (S10481).
- Intervista al Maestro Bruno Amaducci. Interview, Teil 1. (7. November 2007, italienisch; FILE30)
- Intervista al Maestro Bruno Amaducci. Interview, Teil 2. (7. November 2007, italienisch; FILE31)
- Vita e carriera di un direttore d'orchestra.  Interview. (16. Oktober 2008, italienisch; FILE36)